# FC Winterthur/Saison 2017/18
Dieser Artikel hat den FC Winterthur in der Saison 2017/18 zum Thema. Der FC Winterthur spielte in dieser Saison in der Challenge League. Im Schweizer Cup schied er in der zweiten Runde gegen den viertklassigen 1.-Liga-Verein SR Delémont aus, und die Meisterschaft schloss er auf dem 9. Platz ab. Trotz des schlechten Saisonverlaufs, in dem der FCW in der Hinrunde mehrfach die rote Laterne übernahm, war er bereits zu Beginn der Rückrunde dank dem freiwilligen Abstieg des FC Wohlen nicht mehr in ernsthafter Abstiegsgefahr. Weiter war es die erste Saison nach der zu Ende gegangenen Finanzgarantie des ehemaligen Präsidenten Hannes W. Keller, wodurch der Verein zusätzlich gefordert war durch die Suche nach neuen Geldgebern und einem neuen Präsidenten – wobei auch bis zum Ende der Saison kein neuer Präsident gefunden werden konnte.

## Saisonverlauf

### Vorbereitung
Nach einer durchwachsenen Saison analysierte Trainer Romano, dass er dem Team nun seinen Stempel aufdrücken und «Charakterköpfe» ins Team holen muss. Gesucht wurden nach Aussage des Trainers ein neuer Abwehrchef, ein «Aggressivleader», jemand für die rechte Flanke, ein Achter fürs Mittelfeld und jemand in der Offensive. Als Kandidat für das Amt des Abwehrchefs wurde Jordi López verpflichtet, und für die rechte Flanke sollte der vom FC Zürich ausgeliehene Nicolas Stettler ein Gewinn sein. Weitere Zuzüge vor Saisonstart waren der Verteidiger Denis Markaj und die Mittelfeldspieler Robin Huser (aus Basel) und Kwadwo Duah, Letzterer geliehen von YB. Der ebenfalls als Verstärkung im Mittelfeld verpflichtete Ming-Yang Yang verliess den FCW jedoch kurz vor Ende des Transferfensters Richtung Grossbritannien, wo er bei der U23-Mannschaft der Wolverhampton Wanderers zum Einsatz kam. Hingegen konnte ein Abgang des letztjährigen Topscorers Silvio verhindert werden, der mit einem Wechsel zum Rivalen FC Wil geliebäugelt hatte. Als neuer Captain wurde Luca Radice bestimmt.
In den Vorbereitungsspielen schlug sich der FC Winterthur soweit gut, es gab Siege gegen niederklassigere Mannschaften aus Bülach, Muri und St. Gallen (SC Brühl) und Niederlagen gegen Aarau und Thun. Die Hauptprobe gegen den Bundesligisten VfL Wolfsburg konnten die Winterthurer jedoch mit 2:1 gewinnen.

### Hinrunde
Bereits zu Beginn der Hinrunde war klar, dass sich der FCW einen Spitzenplatz nicht zum Ziel setzen konnte, viel eher sollte das Team laut Landboten das einzige auf einem gesicherten Mittelfeldplatz sein. Ausserdem wurde auch von Trainer Romano die Hoffnung und das Ziel ausgesprochen, ein Überraschungsteam zu sein – die Saison 2017/18 sollte nicht gleich wie die ein Jahr zuvor werden.
Der Saisonstart kündete jedoch bereits die Stossrichtung für die restliche Hinrunde an, der FCW startete mit zwei Niederlagen gegen Wohlen und Rapperswil-Jona, wobei der Auftritt gegen den Aufsteiger Rapperswil-Jona vom Landboten gar als «beängstigend» beschrieben wurde. Diese Angst erwies sich auch in der Folge nicht gerade als unberechtigt, so konnte Winterthur auch gegen Aarau und Vaduz nur einen Punkt holen und musste gegen Servette eine nächste Niederlage einstecken. Erst auswärts gegen Wil konnte der FC Winterthur mit einem 0:2 seinen ersten Erfolg erzielen. Doch auch dieser Sieg bedeutete keineswegs eine Kehrtwende, und Mitte September folgte in der 2. Runde das Cup-Out gegen die zwei Klassen schlechtere SR Delémont. Nach einer erneuten Niederlage zu Beginn der zweiten Rückrundenhälfte gegen den FC Wohlen Anfang Oktober übernahm Winterthur abermals die rote Laterne und musste so, gemessen an den ersten zehn Saisonspielen, den schlechtesten Saisonstart seit 1986 in seine Geschichtsbücher schreiben. Auch danach wurde die Rückrunde nicht besser und glich dem ersten Teil der Hinrunde: Wiederum resultierte eine Niederlage gegen Rapperswil-Jona, wobei Winterthur in der Partie ganze drei rote Karten kassierte. Nach weiteren zwei Unentschieden und einer Niederlage konnte beim Heimspiel gegen den Tabellenletzten Wil mit einem 2:0-Sieg immerhin ein Abrutschen auf den letzten Platz verhindert werden. In den restlichen drei Spielen schmolz der dabei erspielte Dreipunktevorsprung auf das Tabellenende bis auf einen Zähler zusammen, der FCW beendete die Vorrunde mit nur 12 Punkten auf dem 9. Platz und schnitt damit noch schlechter ab als in der Vorrunde der vorherigen Saison.
Entsprechend dem Hinrundenverlauf bilanzierte der Landbote denn auch ein «Fazit des Grauens». Die Neuzuzüger hatten nicht die gewünschten Impulse gebracht, und auch die Einzelspielerwertung der Zeitung widerspiegelte die schlechte Gesamtleistung der Mannschaft, alle Spieler erhielten vom Landboten eine «Schulnote» von einer 3–4 oder «knappen 4» – der Neuzuzug Kwadwo Duah sogar nur eine 3. Die Vereinsführung zog mit einer Woche Verspätung ihre Konsequenzen aus der schlechten Hinrunde und stellte Trainer Umberto Romano nach einem Jahr frei.
Weiteres Thema im Herbst waren auch die Führungs- und Finanzprobleme, denn seit dem Rücktritt von Hannes W. Keller fand sich noch kein neuer Präsident, und mit der Saison 2016/17 endete auch die finanzielle Garantie, die dem Verein für zwei Saisons nach seinem Rücktritt noch gewährt worden war. Trotzdem konnte bis dahin noch kein neuer Hauptsponsor oder Präsident gefunden werden, die den Ansprüchen der Vereinsführung genügt hätten – potenzielle ausländische Investoren konnten dabei die Frage nach dem Grund eines solchen Investments nicht zufriedenstellend beantworten. Konkreter waren jedoch Bemühungen um einen möglichen Partnerverein, dessen Vereinskultur jener dem FCW ähneln solle. Von der Presse wurde dabei als potenzieller Kandidat der SC Freiburg gehandelt, von der Vereinsführung wurden jedoch nur Verhandlungen mit einem möglichen Partnerverein in der Nähe bestätigt, ohne jedoch den Namen zu nennen.

### Rückrunde
Im Januar wurde zuerst die Nachfolge Romanos bekanntgegeben. Geholt wurde mit Livio Bordoli ein Trainer, der zuletzt den sechstklassigen 2.-Liga-Verein Losone Sportiva in Losone im Tessin trainiert und den wohl zuvor niemand auf der Rechnung hatte. Der Aufstiegstrainer des FC Lugano vom Sommer 2015 zeigte sich denn auch gegenüber den Medien selbst überrascht von der Anfrage aus Winterthur, da er ja zuletzt zweieinhalb Jahre «weg vom Fenster» gewesen sei. Gleichzeitig mit der Verpflichtung des neuen Trainers kam mit Mittelfeldspieler Ousmane Dombia, dem jüngeren Bruder von Seydou Doumbia, die erste Neuverpflichtung auf die Schützenwiese. Weiter wurde als dritter Torhüter Bojan Milosavljevic von der Zürcher U21 geholt. Als dritter Neuzuzug wurde vom FC Sion der Mittelfeldspieler Nikola Milosavljevic ausgeliehen. In der Winterpause verliess im Gegenzug Genc Krasniqi den FCW und wechselte leihweise zum FC Kosova. Während der verlängerten Transferfrist im März verliessen den FCW auf Leihbasis bis Saisonende zusätzlich die U21-Spieler Tobias Schättin (zum FC Zürich; inkl. Kaufoption) sowie Robin Huser (zum FC Thun). Viel Geld in die Winterthurer Kassen spülte auch der Transfer Manuel Akanjis vom FC Basel zu Borussia Dortmund, denn am wohl 20 bis 25 Millionen schweren Transfer verdiente der FCW dank einer über die übliche Ausbildungsprovision von 3,25 % hinausgehende Weiterverkaufsklausel weitere 3 % am Transfer und erhielt somit je nach Medienberichten zwischen 1,2 bis 1,6 Millionen Franken – Geld, das der Verein, der sein Budget in dieser Saison nach Ausstieg des Hauptsponsors Keller um 500'000 Franken auf 3,9 Millionen Franken reduzieren musste, gut gebrauchen konnte.
Aufgrund des Anfang Januar bekanntgegebenen freiwilligen Abstiegs des FC Wohlen durch Lizenzverzicht stand bereits bei der Verpflichtung Bordolis als Trainer fest, dass der FC Winterthur die Rückrunde höchstwahrscheinlich als lange Vorbereitung auf die neue Saison bestreiten würde. Der angekündigte Abstieg Wohlens wurde dann Anfang März durch das Nichteinreichen der Lizenz durch die Swiss Football League definitiv bestätigt.

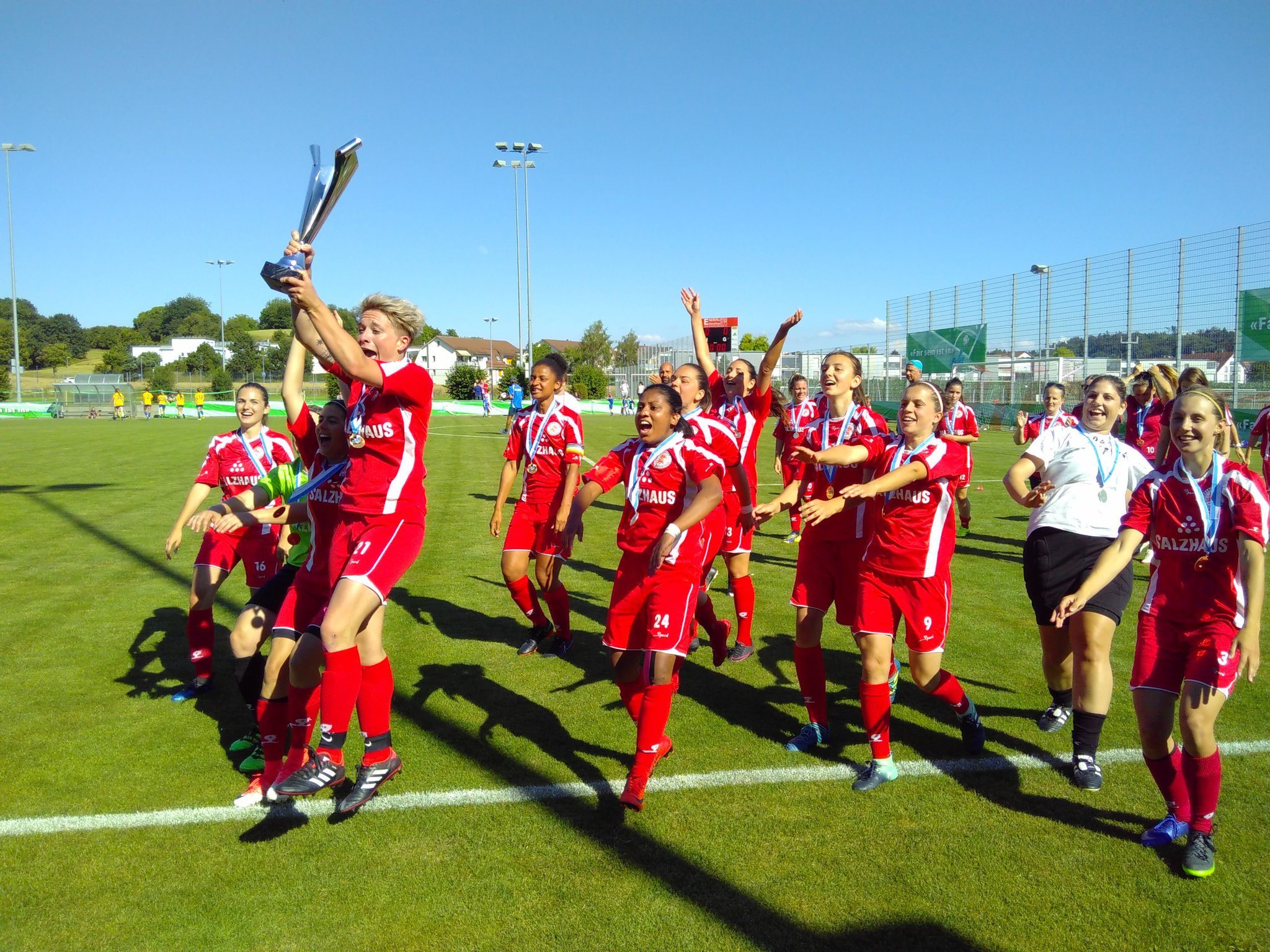
Erfolgreicher als die Männer: die FCW-Frauen nach Gewinn des Axpo-Cups

Trotz der sicheren Ausgangslage war für den Landboten nach der schwächsten Vorrunde des Jahrzehnts eine klare Korrektur gefordert. In die ersten fünf Spiele startete Winterthur mit zwei Siegen gegen Wohlen und Vaduz sowie einem Unentschieden gegen Tabellenführer Neuchâtel Xamax, wobei er beim 4:4 auf der heimischen Schützenwiese einen zuvor bestehenden 1:4-Vorsprung verspielte. So äusserte sich auch Trainer Bordoli nach fünf Spielen, dass er einerseits eine gute Einstellung und Kameradschaft in der Mannschaft sehe, aber die Mannschaft zu brav spiele, um zu gewinnen. Auch nach der ersten Hälfte der Rückrunde war die Bilanz mit neun Punkten aus acht Spielen zwar besser als in der Vorrunde, aber immer noch nicht überzeugend. Jedoch äusserte sich Sportchef Kaiser zu diesem Zeitpunkt zufrieden über die Arbeit Bordolis hinsichtlich einer weiteren Zusammenarbeit. Die Frage nach der Zusammenarbeit erledigte sich jedoch noch im April, als bekannt wurde, dass Bordoli neuer technischer Leiter des Tessiner Fussballverbands werde. Da auch der Rest der Vorrunde nicht gerade glänzend verlief, schaffte es die Mannschaft nicht mehr, vom neunten Platz wegzukommen, auch wenn sie in der Rückrunde acht Punkte mehr als in der Hinrunde erspielte. Als Ursache für die schwache Saison bilanzierten die Medien zum Saisonende unter anderem zu wenig Führungspersönlichkeiten und einen schwachen Mannschaftszusammenhalt. Die schwache Saison äusserte sich auch in der Notenbilanz des Landboten, in der lediglich Gabriel Isik, Silvio, Luca Radice und Neuzuzug Ousmane Doumbia mit einer 4 eine genügende Note erhielten. Weiter ungeklärt war zum Ende der Saison die Frage des zukünftigen Präsidenten sowie eine mögliche Zusammenarbeit mit einem Partnerverein, der bereits in der Hinrunde ein Thema gewesen war – einzig ein neuer Trainer war mit Ralf Loose bereits gefunden. Besser lief es dem vor zwei Jahren gegründeten FCW-Frauenteam, das in dieser Saison in die 1. Liga (dritthöchste Liga der Schweiz) aufstieg sowie den Zürcher Regionalcup, genannt AXPO-Cup, gewann.

## Kader
Kader, basierend auf Angaben der Website der Swiss Football League (SFL), abgerufen am 28. März 2018.
| Nummer     | Spieler              | Geburtstag         | Nationalität                 | Im Team seit | Letzter Verein      |     |     |
| Tor        | Tor                  | Tor                | Tor                          | Tor          | Tor                 | Tor | Tor |
| ---------- | -------------------- | ------------------ | ---------------------------- | ------------ | ------------------- | --- | --- |
| 18         | Yannick Bünzli       | 31. Dezember 1994  | Schweiz                      | 2014         | eigene Jugend       |     |     |
| 26         | Matthias Minder      | 3. Februar 1993    | Schweiz                      | 2011         | eigene Jugend       |     |     |
| 36         | Joël Zimmerli        | 5. Februar 1997    | Schweiz                      | 2016         | eigene Jugend       |     |     |
| 36         | Bojan Milosavljevic  | 31. Juli 1998      | Schweiz                      | 2018         | FC Zürich U21       |     |     |
| Abwehr     |                      |                    |                              |              |                     |     |     |
| 4          | Jordi López          | 27. März 1993      | Spanien                      | 2017         | CF Gavà             |     |     |
| 5          | Guillaume Katz       | 14. Februar 1989   | Schweiz                      | 2015         | FC Lausanne-Sport   |     |     |
| 13         | Denis Markaj         | 20. Februar 1991   | Schweiz                      | 2017         | FC Aarau            |     |     |
| 17         | Leandro Di Gregorio  | 8. März 1992       | Schweiz                      | 2016         | FC Zürich           |     |     |
| 19         | Kofi Schulz          | 21. Juli 1989      | Deutschland                  | 2017         | FC St. Gallen       |     |     |
| 25         | Julian Roth          | 14. März 1998      | Schweiz                      | 2016         | eigene Jugend       |     |     |
| 27         | Tobias Schättin      | 5. Juni 1997       | Schweiz                      | 2014         | eigene Jugend       |     |     |
| 28         | Nicolas Stettler     | 28. April 1996     | Schweiz                      | 2017         | FC Zürich           |     |     |
| 29         | Gabriel Isik         | 6. Juni 1999       | Deutschland                  | 2017         | eigene Jugend       |     |     |
| Mittelfeld |                      |                    |                              |              |                     |     |     |
| 6          | Ousmane Doumbia      | 21. Mai 1992       | Elfenbeinküste               | 2018         | Yverdon Sports      |     |     |
| 8          | Krešo Ljubičić       | 26. September 1988 | Kroatien                     | 2016         | FC Biel             |     |     |
| 10         | Gianluca Frontino    | 29. November 1989  | Schweiz                      | 2017         | FC Schaffhausen     |     |     |
| 14         | Dario Ulrich         | 12. März 1998      | Schweiz                      | 2017         | FC Luzern U21       |     |     |
| 16         | Luca Radice          | 9. April 1987      | Italien                      | 2016         | FC Aarau            |     |     |
| 20         | Kwadwo Duah          | 24. Februar 1997   | Schweiz                      | 2017         | Neuchâtel Xamax FCS |     |     |
| 21         | Tiziano Lanza        | 3. Mai 1995        | Schweiz                      | 2014         | eigene Jugend       |     |     |
| 22         | Karim Gazzetta       | 1. April 1995      | Schweiz                      | 2016         | Servette Genf       |     |     |
| 23         | Robin Huser          | 24. Januar 1998    | Schweiz                      | 2017         | FC Basel U21        |     |     |
| 24         | Vejiko Simic         | 17. Februar 1995   | Serbien                      | 2017         | FC Chiasso          |     |     |
| 24         | Nikola Milosavljevic | 24. April 1996     | Schweiz                      | 2018         | FC Sion             |     |     |
| 27         | Ambre Nsumbu         | 29. November 1997  | Demokratische Republik Kongo | 2018         | FC Basel U21        |     |     |
| 30         | Rijad Saliji         | 5. April 1999      | Schweiz                      | 2017         | eigene Jugend       |     |     |
| Angriff    |                      |                    |                              |              |                     |     |     |
| 7          | Luka Sliskovic       | 4. April 1995      | Österreich                   | 2016         | FC Biel             |     |     |
| 9          | Manuel Sutter        | 8. März 1991       | Österreich                   | 2016         | FC Vaduz            |     |     |
| 11         | Silvio               | 1. Februar 1985    | Brasilien                    | 2016         | Wolfsberger AC      |     |     |
| 26         | Genc Krasniqi        | 12. Februar 1994   | Schweiz                      | 2017         | FC Rapperswil-Jona  |     |     |

## Transfers
Transfers, basierend unter anderem auf Angaben der Website der Swiss Football League (SFL), abgerufen am 28. März 2018
| Zugänge              | Zugänge                     | Zugänge                | Zugänge         |
| Name                 | abgebender Verein           | Transferart            | Transferperiode |
| -------------------- | --------------------------- | ---------------------- | --------------- |
| Kwadwo Duah          | Neuchâtel Xamax FCS         | Leihe (BSC Young Boys) | Sommer 2017     |
| Robin Huser          | FC Basel U21                | Leihe                  | Sommer 2017     |
| Gabriel Isik         | FC Winterthur U21           | eigene Jugend          | Sommer 2017     |
| Genc Krasniqi        | FC Rapperswil-Jona          | Leihende               | Sommer 2017     |
| Jordi López          | CF Gavà                     | ablösefrei             | Sommer 2017     |
| Denis Markaj         | FC Aarau                    | ablösefrei             | Sommer 2017     |
| Rijad Saliji         | FC Winterthur U21           | eigene Jugend          | Sommer 2017     |
| Kofi Schulz          | FC St. Gallen               | ablösefrei             | Sommer 2017     |
| Veljko Simić         | FC Chiasso                  | ablösefrei             | Sommer 2017     |
| Nicolas Stettler     | FC Zürich                   | Leihe                  | Sommer 2017     |
| Dario Ulrich         | FC Luzern                   | Leihe                  | Sommer 2017     |
| Ming-Yang Yang       | Lausanne-Sports             | ?                      | Sommer 2017     |
| Ousmane Doumbia      | Yverdon Sports              | ?                      | Winter 2018     |
| Bojan Milosavljevic  | FC Zürich U21               | ?                      | Winter 2018     |
| Nikola Milosavljevic | FC Sion                     | Leihe                  | Winter 2018     |
| Ambre Nsumbu         | FC Basel U21                | ?                      | Winter 2018     |
| Abgänge              |                             |                        |                 |
| Name                 | aufnehmender Verein         | Transferart            | Transferperiode |
| Michel Avanzini      | FC Winterthur U21           |                        | Sommer 2017     |
| Arxhend Cani         | FC Aarau                    | Leihende (FC Basel)    | Sommer 2017     |
| Gianluca D’Angelo    | vereinslos                  | ablösefrei             | Sommer 2017     |
| Romain Dessarzin     | Stade Nyonnais              | ablösefrei             | Sommer 2017     |
| Gianluca Frontino    | FC Aarau                    | Leihende (FC Thun)     | Sommer 2017     |
| Zlatko Hebib         | Stade Nyonnais              | ablösefrei             | Sommer 2017     |
| Robin Kamber         | FC Vaduz                    | Leihende               | Sommer 2017     |
| Marco Mangold        | SC Kriens                   | ablösefrei             | Sommer 2017     |
| Jordi Nsiala         | vereinslos                  | ablösefrei             | Sommer 2017     |
| Rafhinha             | SC Brühl St. Gallen         | ablösefrei             | Sommer 2017     |
| Daniele Russo        | AC Bellinzona               | ablösefrei             | Sommer 2017     |
| Patrik Schuler       | vereinslos                  | ablösefrei             | Sommer 2017     |
| Veljko Simić         | vereinslos                  | ablösefrei             | Sommer 2017     |
| David von Ballmoos   | BSC Young Boys              | Leihende               | Sommer 2017     |
| Ming-Yang Yang       | Wolverhampton Wanderers U23 | Transfer               | Sommer 2017     |
| Robin Huser          | FC Thun                     | Leihende (FC Basel)    | Winter 2018     |
| Genc Krasniqi        | FC Kosova                   | ablösefrei             | Winter 2018     |
| Tobias Schättin      | FC Zürich                   | Leihe                  | Winter 2018     |
| Veljko Simić         | FK Zemun                    | ablösefrei             | Winter 2018     |
| Joël Zimmerli        | vereinslos                  | unbekannt              | Winter 2018     |

## Resultate

### Challenge League

#### Hinrunde
| 22. Juli 2017, 19:00 Uhr 1. Runde | FC Winterthur | 1:3            | FC Wohlen                            | Schützenwiese, Winterthur Zuschauer: 2'800 Schiedsrichter: Schnyder |
| 22. Juli 2017, 19:00 Uhr 1. Runde | Frontino 29′  | Spieltelegramm | 6′ Tadić 50′ Foschini 87′ Kuzmanovic | Schützenwiese, Winterthur Zuschauer: 2'800 Schiedsrichter: Schnyder |

| 29. Juli 2017, 19:00 Uhr 2. Runde | FC Rapperswil-Jona                  | 3:1            | FC Winterthur  | Grünfeld, Rapperswil-Jona Zuschauer: 2'648 Schiedsrichter: Schärli |
| 29. Juli 2017, 19:00 Uhr 2. Runde | Chagas 17′, 78′ (Penalty) Kubli 78′ | Spieltelegramm | 45+2′ Gazzetta | Grünfeld, Rapperswil-Jona Zuschauer: 2'648 Schiedsrichter: Schärli |

| 7. August 2017, 20:00 Uhr 3. Runde | FC Winterthur | 1:1            | FC Aarau  | Schützenwiese, Winterthur Zuschauer: 3'600 Schiedsrichter: Hänni |
| 7. August 2017, 20:00 Uhr 3. Runde | Silvio 90+4′  | Spieltelegramm | 36′ Mišić | Schützenwiese, Winterthur Zuschauer: 3'600 Schiedsrichter: Hänni |

| 10. August 2017, 20:00 Uhr 4. Runde | FC Vaduz                 | 2:2            | FC Winterthur                    | Rheinpark, Vaduz Zuschauer: 1'735 Schiedsrichter: Jaccottet |
| 10. August 2017, 20:00 Uhr 4. Runde | Puljić 45′ Burgmeier 72′ | Spieltelegramm | 8′ Sutter 45+2′ (Penalty) Silvio | Rheinpark, Vaduz Zuschauer: 1'735 Schiedsrichter: Jaccottet |

| 21. August 2017, 20:00 Uhr 5. Runde | FC Winterthur | 0:2            | Servette FC Genève      | Schützenwiese, Winterthur Zuschauer: 3'500 Schiedsrichter: Ovcharov |
| 21. August 2017, 20:00 Uhr 5. Runde |               | Spieltelegramm | 85′ Le Pogam 87′ Willie | Schützenwiese, Winterthur Zuschauer: 3'500 Schiedsrichter: Ovcharov |

| 26. August 2017, 19:00 Uhr 6. Runde | FC Wil | 0:2            | FC Winterthur         | IGP Arena, Wil Zuschauer: 1'280 Schiedsrichter: Erlachner |
| 26. August 2017, 19:00 Uhr 6. Runde |        | Spieltelegramm | 82′ Silvio 90+3′ Duah | IGP Arena, Wil Zuschauer: 1'280 Schiedsrichter: Erlachner |

| 9. September 2017, 19:00 Uhr 7. Runde | FC Winterthur | 1:1            | FC Chiasso   | Schützenwiese, Winterthur Zuschauer: 2'100 Schiedsrichter: Klossner |
| 9. September 2017, 19:00 Uhr 7. Runde | Schättin 77′  | Spieltelegramm | 90+1′ Ceesay | Schützenwiese, Winterthur Zuschauer: 2'100 Schiedsrichter: Klossner |

| 21. September 2017, 20:00 Uhr 8. Runde | FC Schaffhausen                     | 2:0            | FC Winterthur | LIPO Park, Schaffhausen Zuschauer: 2'213 Schiedsrichter: Dudic |
| 21. September 2017, 20:00 Uhr 8. Runde | Castroman 69′ Sessolo 87′ (Penalty) | Spieltelegramm |               | LIPO Park, Schaffhausen Zuschauer: 2'213 Schiedsrichter: Dudic |

| 24. September 2017, 16:00 Uhr 9. Runde | FC Winterthur | 0:1            | Neuchâtel Xamax | Schützenwiese, Winterthur Zuschauer: 3'200 Schiedsrichter: Jaccottet |
| 24. September 2017, 16:00 Uhr 9. Runde |               | Spieltelegramm | 88′ Nuzzolo     | Schützenwiese, Winterthur Zuschauer: 3'200 Schiedsrichter: Jaccottet |

| 29. September 2017, 19:00 Uhr 10. Runde | FC Wohlen                              | 3:2            | FC Winterthur                       | Niedermatten, Wohlen Zuschauer: 512 Schiedsrichter: Gut |
| 29. September 2017, 19:00 Uhr 10. Runde | Schultz 11′ Cvetković 50′ Pagliuca 82′ | Spieltelegramm | 59′ (Penalty) Sutter 90+3′ Schättin | Niedermatten, Wohlen Zuschauer: 512 Schiedsrichter: Gut |

| 16. Oktober 2017, 19:00 Uhr 11. Runde | FC Winterthur | 0:1            | FC Rapperswil-Jona | Schützenwiese, Winterthur Zuschauer: 3'300 Schiedsrichter: Ovcharov |
| 16. Oktober 2017, 19:00 Uhr 11. Runde |               | Spieltelegramm | 35′ Shabani        | Schützenwiese, Winterthur Zuschauer: 3'300 Schiedsrichter: Ovcharov |

| 23. Oktober 2017, 20:00 Uhr 12. Runde | FC Aarau                                | 3:3            | FC Winterthur                | Brügglifeld, Suhr Zuschauer: 2'415 Schiedsrichter: Jaccottet |
| 23. Oktober 2017, 20:00 Uhr 12. Runde | Rossini 11′ Audino 51′ Ciarrocchi 90+5′ | Spieltelegramm | 22′ Duah 26′ Silvio 57′ Duah | Brügglifeld, Suhr Zuschauer: 2'415 Schiedsrichter: Jaccottet |

| 29. Oktober 2017, 16:00 Uhr 13. Runde | FC Winterthur | 0:1            | FC Vaduz  | Schützenwiese, Winterthur Zuschauer: 2'200 Schiedsrichter: Schnyder |
| 29. Oktober 2017, 16:00 Uhr 13. Runde |               | Spieltelegramm | 77′ Devic | Schützenwiese, Winterthur Zuschauer: 2'200 Schiedsrichter: Schnyder |

| 4. November 2017, 19:00 Uhr 14. Runde | Servette FC Genève | 1:1            | FC Winterthur        | Stade de Genève, Lancy Zuschauer: 2'285 Schiedsrichter: Fähndrich |
| 4. November 2017, 19:00 Uhr 14. Runde | Stevanovic 63′     | Spieltelegramm | 88′ (Penalty) Sutter | Stade de Genève, Lancy Zuschauer: 2'285 Schiedsrichter: Fähndrich |

| 18. November 2017, 19:00 Uhr 15. Runde | FC Winterthur             | 2:0            | FC Wil | Schützenwiese, Winterthur Zuschauer: 3'000 Schiedsrichter: Hänni |
| 18. November 2017, 19:00 Uhr 15. Runde | Silvio 5′ Sliskovic 90+2′ | Spieltelegramm |        | Schützenwiese, Winterthur Zuschauer: 3'000 Schiedsrichter: Hänni |

| 25. November 2017, 19:00 Uhr 16. Runde | FC Chiasso   | 1:1            | FC Winterthur | Riva IV, Chiasso Zuschauer: 380 Schiedsrichter: Fähndrich |
| 25. November 2017, 19:00 Uhr 16. Runde | Farrugia 36′ | Spieltelegramm | 7′ Schulz     | Riva IV, Chiasso Zuschauer: 380 Schiedsrichter: Fähndrich |

| 3. Dezember 2017, 16:00 Uhr 17. Runde | FC Winterthur | 0:1            | FC Schaffhausen | Schützenwiese, Winterthur Zuschauer: 3'100 Schiedsrichter: Superczynski |
| 3. Dezember 2017, 16:00 Uhr 17. Runde | Cicek 53′     | Spieltelegramm |                 | Schützenwiese, Winterthur Zuschauer: 3'100 Schiedsrichter: Superczynski |

| 8. Dezember 2017, 20:00 Uhr 18. Runde | Neuchâtel Xamax       | 2:1            | FC Winterthur | La Maladière, Neuenburg Zuschauer: 2'180 Schiedsrichter: Tschudi |
| 8. Dezember 2017, 20:00 Uhr 18. Runde | Mulaj 12′ Nuzzolo 24′ | Spieltelegramm | 6′ Huser      | La Maladière, Neuenburg Zuschauer: 2'180 Schiedsrichter: Tschudi |

#### Rückrunde
| 4. Februar 2018, 16:00 Uhr 19. Runde | FC Winterthur | 1:1            | FC Rapperswil-Jona  | Schützenwiese, Winterthur Zuschauer: 2'300 Schiedsrichter: Erlachner |
| 4. Februar 2018, 16:00 Uhr 19. Runde | Katz 51′      | Spieltelegramm | 66′ Carlos da Silva | Schützenwiese, Winterthur Zuschauer: 2'300 Schiedsrichter: Erlachner |

| 10. Februar 2018, 19:00 Uhr 20. Runde | FC Wohlen | 1:4            | FC Winterthur                                  | Niedermatten, Wohlen Zuschauer: 384 Schiedsrichter: Horisberger |
| 10. Februar 2018, 19:00 Uhr 20. Runde | Tadić 40′ | Spieltelegramm | 10′ (Penalty), 88′ Silvio 18′ Huser 21′ Radice | Niedermatten, Wohlen Zuschauer: 384 Schiedsrichter: Horisberger |

| 16. Februar 2018, 20:00 Uhr 21. Runde | FC Wil                 | 2:0            | FC Winterthur | IGP Arena, Wil Zuschauer: 920 Schiedsrichter: Piccolo |
| 16. Februar 2018, 20:00 Uhr 21. Runde | Audino 23′ Savic 90+2′ | Spieltelegramm |               | IGP Arena, Wil Zuschauer: 920 Schiedsrichter: Piccolo |

| 14. März 2018, 20:00 Uhr 22. Runde | FC Winterthur | 1:0            | FC Vaduz | Schützenwiese, Winterthur Zuschauer: 2'100 Schiedsrichter: Hänni |
| 14. März 2018, 20:00 Uhr 22. Runde | Duah 7′       | Spieltelegramm |          | Schützenwiese, Winterthur Zuschauer: 2'100 Schiedsrichter: Hänni |

| 5. März 2018, 20:00 Uhr 23. Runde | FC Winterthur                                      | 4:4            | Neuchâtel Xamax                                         | Schützenwiese, Winterthur Zuschauer: 2'100 Schiedsrichter: Dudic |
| 5. März 2018, 20:00 Uhr 23. Runde | Silvio 7′ (Penalty) Silvio 30′ Schulz 41′ Duah 57′ | Spieltelegramm | Nuzzolo 40′ Nuzzolo 62′ (Penalty) Doudin 66′ Tréand 72′ | Schützenwiese, Winterthur Zuschauer: 2'100 Schiedsrichter: Dudic |

| 9. März 2018, 20:00 Uhr 24. Runde | FC Chiasso               | 1:0            | FC Winterthur | Riva IV, Chiasso Zuschauer: 400 Schiedsrichter: Horisberger |
| 9. März 2018, 20:00 Uhr 24. Runde | Monighetti 17′ (Penalty) | Spieltelegramm |               | Riva IV, Chiasso Zuschauer: 400 Schiedsrichter: Horisberger |

| 19. März 2018, 20:00 Uhr 25. Runde | FC Winterthur | 1:1            | Servette FC Genève | Schützenwiese, Winterthur Zuschauer: 1'800 Schiedsrichter: Schärli |
| 19. März 2018, 20:00 Uhr 25. Runde | Saliji 90′    | Spieltelegramm | Alphonse 84′       | Schützenwiese, Winterthur Zuschauer: 1'800 Schiedsrichter: Schärli |

| 2. April 2018, 16:00 Uhr 26. Runde | FC Aarau                | 2:1            | FC Winterthur | Brügglifeld, Suhr Zuschauer: 3'156 Schiedsrichter: Gut |
| 2. April 2018, 16:00 Uhr 26. Runde | Frontino 7′ Rossini 88′ | Spieltelegramm | 16′ Radice    | Brügglifeld, Suhr Zuschauer: 3'156 Schiedsrichter: Gut |

| 6. April 2018, 20:00 Uhr 27. Runde | FC Winterthur | 1:2            | FC Schaffhausen            | Schützenwiese, Winterthur Zuschauer: 3'400 Schiedsrichter: Jacottet |
| 6. April 2018, 20:00 Uhr 27. Runde | Schulz 80′    | Spieltelegramm | 18′ Tranquilli 20′ Sessolo | Schützenwiese, Winterthur Zuschauer: 3'400 Schiedsrichter: Jacottet |

| 16. April 2018, 20:00 Uhr 28. Runde | FC Rapperswil-Jona                | 3:1            | FC Winterthur | Grünfeld, Rapperswil-Jona Zuschauer: 1'090 Schiedsrichter: Staubli |
| 16. April 2018, 20:00 Uhr 28. Runde | Shabani 25′ Turkes 61′ Fazliu 81′ | Spieltelegramm | 26′ Radice    | Grünfeld, Rapperswil-Jona Zuschauer: 1'090 Schiedsrichter: Staubli |

| 19. April 2018, 20:00 Uhr 29. Runde | FC Winterthur          | 2:0            | FC Wohlen | Schützenwiese, Winterthur Zuschauer: 2'600 Schiedsrichter: Piccolo |
| 19. April 2018, 20:00 Uhr 29. Runde | Luka Sliskovic 17′ 67′ | Spieltelegramm |           | Schützenwiese, Winterthur Zuschauer: 2'600 Schiedsrichter: Piccolo |

| 22. April 2018, 16:00 Uhr 30. Runde | FC Winterthur | 0:3            | FC Wil                                       | Schützenwiese, Winterthur Zuschauer: 3'300 Schiedsrichter: Schnyder |
| 22. April 2018, 16:00 Uhr 30. Runde |               | Spieltelegramm | 57′ Hefti 66′ Lombardi 74′ Von Niederhäusern | Schützenwiese, Winterthur Zuschauer: 3'300 Schiedsrichter: Schnyder |

| 27. April 2018, 20:00 Uhr 31. Runde | FC Vaduz      | 1:1            | FC Winterthur | Rheinpark, Vaduz Zuschauer: 1'550 Schiedsrichter: Schärli |
| 27. April 2018, 20:00 Uhr 31. Runde | Doumbia 90+3′ | Spieltelegramm | 20′ Radice    | Rheinpark, Vaduz Zuschauer: 1'550 Schiedsrichter: Schärli |

| 4. Mai 2018, 20:00 Uhr 32. Runde | Neuchâtel Xamax          | 3:3            | FC Winterthur             | La Maladière, Neuenburg Zuschauer: 2'160 Schiedsrichter: Gut |
| 4. Mai 2018, 20:00 Uhr 32. Runde | Doudin 9′ 70′ Ramizi 34′ | Spieltelegramm | 56′ Schulz 68′ 86′ Radice | La Maladière, Neuenburg Zuschauer: 2'160 Schiedsrichter: Gut |

| 9. Mai 2018, 20:00 Uhr 33. Runde | FC Winterthur              | 2:1            | FC Chiasso    | Schützenwiese, Winterthur Zuschauer: 2'900 Schiedsrichter: Cibelli |
| 9. Mai 2018, 20:00 Uhr 33. Runde | Sliskovic 36′ Silvio 90+2′ | Spieltelegramm | 70′ Josipovic | Schützenwiese, Winterthur Zuschauer: 2'900 Schiedsrichter: Cibelli |

| 14. Mai 2018, 20:00 Uhr 34. Runde | Servette FC Genève                     | 4:2            | FC Winterthur                   | Stade de Genève, Lancy Zuschauer: 1'012 Schiedsrichter: Bieri |
| 14. Mai 2018, 20:00 Uhr 34. Runde | Omeragic 22′ 65′ Willie 27′ Chagas 28′ | Spieltelegramm | 3′ (Penalty) Silvio 10′ Gazetta | Stade de Genève, Lancy Zuschauer: 1'012 Schiedsrichter: Bieri |

| 18. Mai 2018, 20:00 Uhr 35. Runde | FC Winterthur    | 2:0            | FC Aarau | Schützenwiese, Winterthur Zuschauer: 3'400 Schiedsrichter: Staubli |
| 18. Mai 2018, 20:00 Uhr 35. Runde | Gazzetta 74′ 84′ | Spieltelegramm |          | Schützenwiese, Winterthur Zuschauer: 3'400 Schiedsrichter: Staubli |

| 21. Mai 2018, 16:00 Uhr 36. Runde | FC Schaffhausen           | 3:1            | FC Winterthur | LIPO Park, Schaffhausen Zuschauer: 2'056 Schiedsrichter: Wolfensberger |
| 21. Mai 2018, 16:00 Uhr 36. Runde | Sessolo 14′ 46′ Barry 36′ | Spieltelegramm | 53′ Markaj    | LIPO Park, Schaffhausen Zuschauer: 2'056 Schiedsrichter: Wolfensberger |

### Schweizer Cup

#### 1. Runde
| 13. August 2017, 16:30 Uhr 1. Runde | FC Gambarogno-Contone | 1:6            | FC Winterthur                                                           | Centro Sportivo Regionale Magadino, Gambarogno Zuschauer: 600 Schiedsrichter: Gut |
| 13. August 2017, 16:30 Uhr 1. Runde | Perri 78′             | Spieltelegramm | 3′, 26′ Huser 10′ Radice 13′ Schättin 24′ Sutter 64′ (Penalty) Frontino | Centro Sportivo Regionale Magadino, Gambarogno Zuschauer: 600 Schiedsrichter: Gut |

#### 2. Runde
| 17. September 2017, 14:00 Uhr 2. Runde | SR Delémont                                      | 4:2            | FC Winterthur      | La Blancherie, Delémont Zuschauer: 1'300 Schiedsrichter: Tschudi |
| 17. September 2017, 14:00 Uhr 2. Runde | Sudar 4′ D. Stadelmann 7′, 74′ E. Stadelmann 89′ | Spieltelegramm | 55′ Duah 78′ Huser | La Blancherie, Delémont Zuschauer: 1'300 Schiedsrichter: Tschudi |

## Statistik

### Teamstatistik
| Wettbewerb       | Punkte | daheim | daheim | daheim | daheim | daheim | auswärts | auswärts | auswärts | auswärts | auswärts | Total | Total | Total | Total | Total | Tordifferenz |
| Wettbewerb       | Punkte | Sp     | G      | U      | N      | TV     | Sp       | G        | U        | N        | TV       | Sp    | G     | U     | N     | TV    | Tordifferenz |
| ---------------- | ------ | ------ | ------ | ------ | ------ | ------ | -------- | -------- | -------- | -------- | -------- | ----- | ----- | ----- | ----- | ----- | ------------ |
| Challenge League | 20     | 18     | 5      | 5      | 8      | 19:23  | 18       | 2        | 6        | 10       | 26:37    | 36    | 7     | 11    | 18    | 45:60 | −15          |
| Schweizer Cup    | -      | 0      | 0      | 0      | 0      | 0:0    | 2        | 1        | 0        | 1        | 8:5      | 2     | 1     | 0     | 1     | 8:5   | +3           |
| Total            | 20     | 18     | 5      | 5      | 8      | 19:23  | 20       | 3        | 6        | 11       | 34:42    | 38    | 8     | 11    | 19    | 53:65 | −12          |

Stand: Saisonende

### Saisonverlauf
| Spieltag | 1 | 2  | 3 | 4  | 5  | 6 | 7 | 8 | 9 | 10 | 11 | 12 | 13 | 14 | 15 | 16 | 17 | 18 | 19 | 20 | 21 | 22 | 23 | 24 | 25 | 26 | 27 | 28 | 29 | 30 | 31 | 32 | 33 | 34 | 35 | 36 |
| -------- | - | -- | - | -- | -- | - | - | - | - | -- | -- | -- | -- | -- | -- | -- | -- | -- | -- | -- | -- | -- | -- | -- | -- | -- | -- | -- | -- | -- | -- | -- | -- | -- | -- | -- |
| Spielort | H | A  | H | A  | H  | A | H | A | H | A  | H  | A  | H  | A  | H  | A  | H  | A  | H  | A  | A  | H  | H  | A  | H  | A  | H  | A  | H  | H  | A  | A  | H  | A  | H  | A  |
| Resultat | N | N  | U | U  | N  | S | U | N | N | N  | N  | U  | N  | U  | S  | U  | N  | N  | U  | S  | N  | U  | N  | S  | U  | N  | N  | N  | S  | N  | U  | U  | S  | N  | S  | N  |
| Platz    | 9 | 10 | 9 | 10 | 10 | 7 | 7 | 8 | 9 | 10 | 9  | 9  | 10 | 9  | 8  | 8  | 9  | 9  | 9  | 8  | 9  | 9  | 9  | 9  | 9  | 9  | 9  | 9  | 9  | 9  | 9  | 9  | 9  | 9  | 9  | 9  |

Quelle: FC Winterthur – Spielkalender. Swiss Football League, abgerufen am 12. Juni 2018.
Legende: Spielort: H = Heim; A = Auswärts. Resultat: S = Sieg; U = Unentschieden; N = Niederlage

### Spielerstatistik
Spieler in kursiv haben den Verein in der Winterpause verlassen oder wurden erst dann verpflichtet.
| Spieler              | Challenge League | Challenge League | Challenge League | Challenge League | Schweizer Cup | Schweizer Cup | Schweizer Cup | Schweizer Cup | Total    | Total | Total       | Total      |
| Spieler              | Einsätze         | Tore             | Gelbe Karte      | Rote Karte       | Einsätze      | Tore          | Gelbe Karte   | Rote Karte    | Einsätze | Tore  | Gelbe Karte | Rote Karte |
| -------------------- | ---------------- | ---------------- | ---------------- | ---------------- | ------------- | ------------- | ------------- | ------------- | -------- | ----- | ----------- | ---------- |
| Yannick Bünzli       | 0                | 0                | 0                | 0                | 1             | 0             | 0             | 0             | 1        | 0     | 0           | 0          |
| Leandro Di Gregorio  | 5                | 0                | 0                | 0                | 1             | 0             | 0             | 0             | 6        | 0     | 0           | 0          |
| Ousmane Doumbia      | 18               | 0                | 4                | 0                | 0             | 0             | 0             | 0             | 18       | 0     | 4           | 0          |
| Kwadwo Duah          | 25               | 5                | 4                | 0                | 1             | 1             | 0             | 0             | 26       | 6     | 4           | 0          |
| Gianluca Frontino    | 5                | 1                | 0                | 0                | 1             | 1             | 0             | 0             | 6        | 2     | 0           | 0          |
| Karim Gazzetta       | 27               | 4                | 3                | 0                | 0             | 0             | 0             | 0             | 27       | 4     | 3           | 0          |
| Robin Huser          | 22               | 2                | 3                | 0                | 2             | 3             | 0             | 0             | 24       | 5     | 3           | 0          |
| Gabriel Isik         | 10               | 0                | 1                | 0                | 0             | 0             | 0             | 0             | 10       | 0     | 1           | 0          |
| Guillaume Katz       | 20               | 1                | 4                | 1                | 1             | 0             | 0             | 0             | 21       | 1     | 4           | 1          |
| Genq Krasniqi        | 3                | 0                | 0                | 0                | 1             | 0             | 0             | 0             | 4        | 0     | 0           | 0          |
| Tiziano Lanza        | 13               | 0                | 1                | 0                | 1             | 0             | 0             | 0             | 14       | 0     | 1           | 0          |
| Jordi López          | 29               | 0                | 4                | 2                | 2             | 0             | 0             | 0             | 31       | 0     | 4           | 2          |
| Kreso Ljubicic       | 17               | 0                | 4                | 0                | 1             | 0             | 0             | 1             | 18       | 0     | 4           | 1          |
| Denis Markaj         | 30               | 1                | 5                | 0                | 1             | 0             | 0             | 0             | 31       | 1     | 5           | 0          |
| Bojan Milosavljevic  | 5                | 0                | 0                | 0                | 0             | 0             | 0             | 0             | 5        | 0     | 0           | 0          |
| Nikola Milosavljevic | 16               | 0                | 2                | 0                | 0             | 0             | 0             | 0             | 16       | 0     | 2           | 0          |
| Matthias Minder      | 31               | 0                | 1                | 0                | 1             | 0             | 0             | 0             | 32       | 0     | 1           | 0          |
| Ambre Nsumbu         | 4                | 0                | 0                | 0                | 0             | 0             | 0             | 0             | 4        | 0     | 0           | 0          |
| Luca Radice          | 33               | 6                | 4                | 1                | 2             | 1             | 0             | 0             | 35       | 7     | 4           | 1          |
| Julian Roth          | 3                | 0                | 1                | 0                | 1             | 0             | 0             | 0             | 4        | 0     | 1           | 0          |
| Rijad Saliji         | 8                | 1                | 0                | 0                | 0             | 0             | 0             | 0             | 8        | 1     | 0           | 0          |
| Tobias Schättin      | 18               | 2                | 3                | 0                | 2             | 1             | 0             | 0             | 20       | 3     | 3           | 0          |
| Kofi Schulz          | 25               | 4                | 3                | 0                | 0             | 0             | 0             | 0             | 25       | 4     | 3           | 0          |
| Silvio               | 32               | 11               | 2                | 1                | 0             | 0             | 0             | 0             | 32       | 11    | 2           | 1          |
| Veljko Simić         | 3                | 0                | 0                | 0                | 0             | 0             | 0             | 0             | 3        | 0     | 0           | 0          |
| Luka Sliskovic       | 30               | 4                | 0                | 0                | 2             | 0             | 0             | 0             | 32       | 4     | 0           | 0          |
| Nicolas Stettler     | 21               | 0                | 3                | 1                | 2             | 0             | 0             | 0             | 23       | 0     | 3           | 1          |
| Manuel Sutter        | 25               | 3                | 1                | 0                | 2             | 1             | 0             | 0             | 27       | 4     | 1           | 0          |
| Dario Ulrich         | 18               | 0                | 3                | 1                | 1             | 0             | 0             | 0             | 19       | 0     | 3           | 1          |
| Ming-Yang Yang       | 3                | 0                | 0                | 0                | 1             | 0             | 1             | 0             | 4        | 0     | 1           | 0          |
| Joël Zimmerli        | 0                | 0                | 0                | 0                | 0             | 0             | 0             | 0             | 0        | 0     | 0           | 0          |

Stand: Saisonende